# Bernard Quilfen
Bernard Quilfen (Argenteuil, 20 april 1949 – Saint-Amand-Montrond, 29 januari 2022) was een Frans wielrenner, die beroeps was tussen 1975 en 1981.
Als jarenlange knecht van Bernard Hinault behaalde Quilfen één grote zege: op 15 juli 1977 won hij in de Tour de 14e etappe van Besançon naar Thonon-les-Bains na een solo van 222 km op een lengte van 230 km.
Na zijn actieve loopbaan is Quilfen in de wielersport actief gebleven als ploegleider voor diverse teams. Eerst als assistent van Cyrille Guimard, maar later kwam hij op eigen benen te staan. Van 1997 tot 2011 was hij ploegleider van Cofidis.
Bernard Quilfen overleed op 29 januari 2022 op 72-jarige leeftijd.

## Belangrijkste overwinningen
1977
- 14e etappe Ronde van Frankrijk

## Resultaten in voornaamste wedstrijden
| Jaar | Ronde van Italië | Ronde van Frankrijk | Ronde van Spanje |
| ---- | ---------------- | ------------------- | ---------------- |
| 1976 |                  |                     |                  |
| 1977 |                  | buiten tijd (1)     |                  |
| 1978 |                  | 58e                 | 46e              |
| 1979 |                  |                     |                  |
| 1980 | 67e              | uitgesloten         |                  |
| 1981 |                  |                     |                  |

| Jaar | Milaan-San Remo | Gent-Wevelgem | Parijs-Roubaix | Luik-Bast.‑Luik | Bretagne Classic | Parijs-Tours |
| ---- | --------------- | ------------- | -------------- | --------------- | ---------------- | ------------ |
| 1976 |                 |               |                |                 | 9e               | 64e          |
| 1977 |                 | 12e           |                | 22e             | 10e              | 62e          |
| 1978 |                 |               |                |                 |                  |              |
| 1979 | 85e             | 73e           | 20e            |                 |                  | 32e          |
| 1980 |                 |               |                |                 |                  |              |
| 1981 |                 |               |                |                 |                  | 90e          |

Arbès · 
Ceulen ·
Chalmel ·
Chassang ·
De Temmerman ·
Dillen ·
Hinault · 
Karstens ·
Lapébie ·
Le Guilloux ·
Leleu ·
Martin ·
Mariano Martínez ·
Martin Martínez ·
Mintkiewicz · 
Quilfen ·
A. Santy ·
G. Santy ·
Teirlinck ·
Van Impe · 

Meslet (stagiair)
Arbès · 
Bossis ·
Chalmel ·
Chassang ·
Dillen ·
Fussien ·
Guimard (tot 15/02) ·
Hinault · 
Leleu ·
Martin ·
Meslet ·
Mintkiewicz · 
Quilfen ·
Santy ·
Teirlinck ·
Van Impe ·
Vasseur ·
Villemiane
Arbès ·
Berland ·
Bossis ·
Chalmel ·
Chassang ·
Chaumaz ·
Cluzaud ·
Hinault · 
Meslet ·
Mintkiewicz · 
Moneyron ·
Perin ·
Quilfen ·
Teirlinck ·
Vasseur ·
Villemiane
Arbès ·
Becaas ·
Berland ·
Bernaudeau ·
Bertin ·
Bossis ·
Chalmel ·
Chassang ·
Chaumaz ·
Cluzaud ·
Didier ·
Hinault · 
Jacobs (tot 30/06) · 
Quilfen ·
Teirlinck ·
Villemiane ·
Vincendeau
Arbès ·
Becaas ·
Berland ·
Bernaudeau ·
Bertin ·
Chalmel ·
Chassang ·
Chaumaz ·
Cluzaud ·
Didier ·
Hinault · 
Le Guilloux ·
Quilfen ·
Villemiane ·
Vincendeau
Arbès ·
Becaas ·
Berland ·
Bernaudeau ·
Bertin ·
Bonnet ·
Chalmel ·
Chassang ·
Chaumaz ·
Cluzaud ·
Didier ·
Hinault  · 
Le Bris ·
Le Guilloux ·
Madiot ·
Quilfen ·
Villemiane ·
Vincendeau
Arbès ·
Becaas ·
Bérard ·
Bertin ·
Bonnet ·
Boyer ·
Didier ·
Gagnier ·
Hinault  · 
Le Bris ·
Le Guilloux ·
LeMond ·
Madiot ·
Poisson ·
Quilfen ·
Rodriguez ·
Vigneron ·
Villemiane